# Erucaria oliveri
Erucaria oliveri là một loài thực vật có hoa trong họ Cải. Loài này được Spreng. mô tả khoa học đầu tiên năm 1825.